# Joel Schumacher
Joel T. Schumacher (født 29. august 1939 i New York, død 22. juni 2020) var en amerikansk filminstruktør, manuskriptforfatter og filmproducent. Han var mest kendt for at have instrueret Batman Forever, Batman & Robin, Phone Booth, Falling Down og The Lost Boys.
Schumacher var åbent homoseksuel gennem det meste af sin karriere.

## Filmografi
- The Incredible Shrinking Woman (1981)
- D.C. Cab (a.k.a. Street Fleet) (1983)
- Kliken fra St. Elmo (1985)
- The Lost Boys (1987)
- Cousins (1989)
- Flatliners (1990)
- Dying Young (1991)
- Falling Down (1993)
- Klienten (1994)
- Batman Forever (1995)
- A Time to Kill (1996)
- Batman & Robin (1997)
- 8mm (1999)
- Flawless (1999)
- Tigerland (2000)
- Bad Company (2002)
- Phone Booth (2003)
- Veronica Guerin (2003)
- The Phantom of the Opera (2004)
- The Number 23 (2007)
- Blood Creek (2009)
- Twelve (2010)
- Trespass (2011)